# Flame Rises
Flame Rises es el nombre de la primera gira mundial de conciertos del grupo surcoreano Le Sserafim, la cual recorrió Asia en once fechas, comenzando en el Jamsil Arena de Seúl el 12 de agosto de 2023, y finalizando el 3 de octubre de 2023 en Yakarta, Indonesia. La gira promocionó sus dos primeros EPs, Fearless (2022) y Antifragile (2022), y su primer álbum de estudio, Unforgiven (2023).

## Antecedentes
A la medianoche del 28 de junio de 2023, la cuenta oficial de YouTube de Le Sserafim publicó un vídeo titulado «Le Sserafim Tour 'Flame Rises' Logo Motion», donde se muestra cómo las letras del nombre del grupo se descomponen, generando un anagrama que origina la nueva frase «Flame Rises». Ese mismo día, fueron publicadas las primeras fechas confirmadas de la gira, mediante un póster donde se aprecian las sombras de cada una de las miembros, proyectadas sobre un fondo blanco junto a las fechas, anunciando doce en total, comenzando el 12 de agosto de 2023 en Seúl, para luego realizar presentaciones en Japón, Hong Kong, Indonesia y Tailandia.
El 3 de julio de 2023, se anunciaron los recintos donde se llevarían a cabo los distintos conciertos, confirmando que las presentaciones en Corea del Sur se realizarían en el Jamsil Arena, mientras que en Japón las presentaciones serían en el Nippon Gaishi Hall de Nagoya, el Gimnasio Nacional Yoyogi de Tokio, y el Osaka-jō Hall de Osaka; el AsiaWorld-Expo de Hong Kong; el Jakarta International Expo de Yakarta; y el Thunder Dome de Bangkok, Tailandia.
El 28 de junio de 2023 fueron puestas a la venta las entradas para los primeros dos conciertos de Le Sserafim en Seúl, las cuales fueron vendidas en su totalidad en tan solo ocho minutos. El 9 de agosto de 2023, se anunció la realización de un segundo concierto en Hong Kong, programado para el día 1 de octubre de 2023, debido a la exitosa venta de entradas del primer día de presentación en el país, sumando con esto un total de trece presentaciones a la gira.
El 7 de octubre de 2023, Source Music anunció a través de la aplicación Weverse que cancelaría las presentaciones en Bangkok debido a que Kim Chae-won, Heo Yun-jin y Kazuha fueron diagnosticadas con influenza tipo A. 

## Lista de canciones
Canciones presentadas en el primer concierto realizado en Seúl, Corea del Sur.
| #      | Canción                                                      |
| ------ | ------------------------------------------------------------ |
| 1      | «Fearless»                                                   |
| 2      | «The Great Mermaid» (extended dance intro)                   |
| 3      | «Blue Flame»                                                 |
| 4      | «Impurities» (extended outro)                                |
| VCR    |                                                              |
| 5      | «No Celestial»                                               |
| 6      | «Sour Grapes» (extended intro)                               |
| 7      | «Good Parts (When The Quality Is Bad But I Am)»              |
| 8      | «We Got So Much»                                             |
| 9      | «Flash Forward» (extended outro)                             |
| VCR    |                                                              |
| 10     | «Antifragile»                                                |
| 11     | «Eve, Psyche & The Bluebeard’s Wife»                         |
| 12     | «Unforgiven» (extended intro & outro)                        |
| Encore |                                                              |
| 13     | «Fearnot (Between You, Me, & The Lamppost)» (extended intro) |
| 14     | «No-Return (Into The Unknown)»                               |
| 15     | «Fire In The Belly»                                          |

## Fechas
| Fecha                    | Ciudad    | País          | Recinto                    | Asistencia      | Recaudación | Ref.   |
| ------------------------ | --------- | ------------- | -------------------------- | --------------- | ----------- | ------ |
| 12 de agosto de 2023     | Seúl      | Corea del Sur | Jamsil Arena               | 10,503 / 10,503 | $1,169,029  | [ 10 ] |
| 13 de agosto de 2023     | Seúl      | Corea del Sur | Jamsil Arena               | 10,503 / 10,503 | $1,169,029  | [ 10 ] |
| 23 de agosto de 2023     | Nagoya    | Japón         | Nippon Gaishi Hall         | 17,010 / 17,010 | $1,634,569  | [ 10 ] |
| 24 de agosto de 2023     | Nagoya    | Japón         | Nippon Gaishi Hall         | 17,010 / 17,010 | $1,634,569  | [ 10 ] |
| 30 de agosto de 2023     | Tokio     | Japón         | Gimnasio Nacional Yoyogi   | 24,348 / 24,348 | $2,265,468  | [ 10 ] |
| 31 de agosto de 2023     | Tokio     | Japón         | Gimnasio Nacional Yoyogi   | 24,348 / 24,348 | $2,265,468  | [ 10 ] |
| 6 de septiembre de 2023  | Osaka     | Japón         | Osaka-jō Hall              | 20,056 / 20,056 | $1,881,733  | [ 10 ] |
| 7 de septiembre de 2023  | Osaka     | Japón         | Osaka-jō Hall              | 20,056 / 20,056 | $1,881,733  | [ 10 ] |
| 30 de septiembre de 2023 | Hong Kong | Hong Kong     | AsiaWorld-Expo             | 11,200 / 11,200 | $1,783,991  | [ 10 ] |
| 1 de octubre de 2023     | Hong Kong | Hong Kong     | AsiaWorld-Expo             | 11,200 / 11,200 | $1,783,991  | [ 10 ] |
| 3 de octubre de 2023     | Yakarta   | Indonesia     | Jakarta International Expo | 2,625 / 3,768   | $394,748    | [ 10 ] |
| Total:                   | Total:    | Total:        | Total:                     | 85,742          | $9,129,538  |        |

## Conciertos pospuestos y/o cancelados

### Cancelados
| Fecha                | Ciudad  | País      | Recinto      | Razones                             |
| -------------------- | ------- | --------- | ------------ | ----------------------------------- |
| 7 de octubre de 2023 | Bangkok | Tailandia | Thunder Dome | Problemas de salud de tres miembros |
| 8 de octubre de 2023 | Bangkok | Tailandia | Thunder Dome | Problemas de salud de tres miembros |